# Dante Pena
Dante Pena es un deportista filipino que compitió en taekwondo. Ganó una medalla de bronce en el Campeonato Mundial de Taekwondo de 1989, en la categoría de –76 kg.

## Palmarés internacional
| Campeonato Mundial | Campeonato Mundial   | Campeonato Mundial | Campeonato Mundial |
| Año                | Lugar                | Medalla            | Categoría          |
| ------------------ | -------------------- | ------------------ | ------------------ |
| 1989               | Seúl (Corea del Sur) | Medalla de bronce  | –76 kg             |